# Maro ussuricus
Maro ussuricus är en spindelart som beskrevs av Andrei V. Tanasevitch 2006. Maro ussuricus ingår i släktet Maro och familjen täckvävarspindlar. Inga underarter finns listade i Catalogue of Life.